# エスタニスラオ・バソラ
エスタニスラオ・バソラ（Estanislao Basora Brunet, 1926年11月18日 - 2012年3月16日）は、スペイン・バルセロナ県出身のサッカー選手。ポジションはFW。カタルーニャ代表でもプレーした。

## 経歴
FCバルセロナでは通算373試合に出場し、153ゴールを決めた。
1949年6月12日にダブリンで行われた対アイルランド戦でスペイン代表デビューすると、一週間後に行われたフランス戦では開始15分でハットトリックを成し遂げた。1950年のブラジルW杯では5得点し、チームを4位に導いた。
2012年3月16日、心臓発作により入院していたグラン・カナリア島の大学病院で死去。85歳没。

## 獲得タイトル
- リーガ・エスパニョーラ 1948,1949,1952,1953
- コパ・デル・レイ 1951,1952,1953,1957
- ラテン・カップ 1949,1952
- スーペルコパ・デ・エスパーニャ 1949,1952,1953